# Chrysopilus iani
Chrysopilus iani är en tvåvingeart som beskrevs av Paramonov 1962. Chrysopilus iani ingår i släktet Chrysopilus och familjen snäppflugor. Inga underarter finns listade i Catalogue of Life.